# ژی‌دبلیو ماریوت
ژی‌دبلیو ماریوت (انگلیسی: JW Marriott) شرکت مهمان‌نوازی آمریکایی است، که در سال ۱۹۸۴ تأسیس شد.